# Католикос всех армян
Его́ Святе́йшество Верхо́вный Патриа́рх и Католико́с всех армя́н (арм. Նորին Սրբություն Ծայրագույն Պատրիարք և Ամենայն Հայոց Կաթողիկոս) — первоиерарх Армянской апостольской церкви (ААЦ) с резиденцией в Эчмиадзине (Армения).

## Избрание

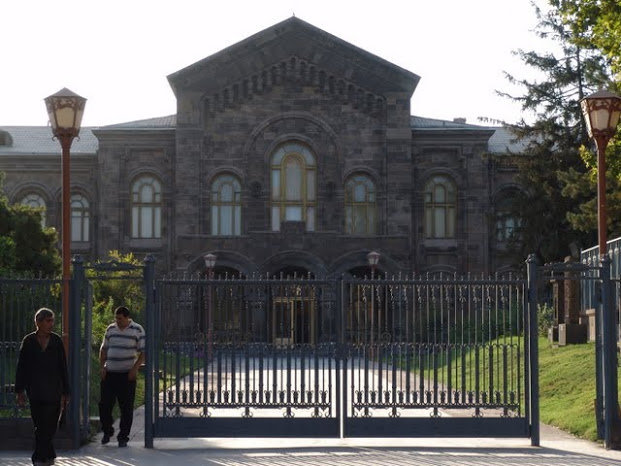
Дворец Католикоса в Эчмиадзине

Католикос избирается в Эчмиадзине Национально-церковным собранием пожизненно; Национально-церковное собрание состоит из духовенства и мирян, представляющих все епархии и общины Армянской апостольской церкви в мире. Обычно на Соборе присутствуют от 300—400 представителей.
Как правило, Католикоса Всех армян избирают из числа епископов. Выборы разделены на два этапа:
- I этап — выбор пяти епископов тайным голосованием, которые станут претендентами на сан Католикоса.
- II этап — выбор католикоса, из числа ранее избранных пяти епископов.

## Символика
В официальных документах, как то пастырские послания, используется развёрнутый вариант титула: «Гарегин II, слуга Иисуса Христа, Милостию Божиею и волею народа, Первосвятитель и Католикос всех армян, Верховный Патриарх всенародного первочтимого Араратского Престола Апостольской Церкви Первопрестольного святого кафедрального Эчмиадзина».
Знаками отличия Католикоса Всех армян являются его герб, печать, покрывало с изображением Агнца, знамя-хоругвь, большой и малый жезлы, палица, трон, шатиры (почетная свита в красных одеяниях с булавами в руках), бриллиантовый крест на клобуке.

## Католикосы всех армян
С 1999 года кафедру занимает Гарегин II, 132-й преемник Григория Просветителя.